# Bausch & Lomb Championships 1987
Women's International Tennis Association (WITA) Championships 1987, також відомий під назвою Bausch & Lomb / WITA Championships,  — жіночий тенісний турнір, що проходив на відкритих кортах з ґрунтовим покриттям Amelia Island Plantation на острові Амелія (США) в рамках Туру WTA 1987. Турнір відбувся увосьме і тривав з 13 квітня до 19 квітня 1987 року. Перша сіяна Штеффі Граф здобула титул в одиночному розряді й отримала за це 40 тис. доларів США.

## Фінальна частина

### Одиночний розряд
Штеффі Граф —  Гана Мандлікова 6–3, 6–4
- Для Граф це був 4-й титул за сезон і 12-й — за кар'єру.

### Парний розряд
Штеффі Граф /  Габріела Сабатіні —  Гана Мандлікова /  Венді Тернбулл 3–6, 6–3, 7–5
- Для Граф це був 1-й титул за рік і 6-й — за кар'єру. Для Сабатіні це був 1-й титул за рік і 7-й — за кар'єру.